# Liaopeh
Liaopeh, också känd som Liaobei var en provins som var belägen i nordöstra Kina. Det var en av de nio provinser som grundades av Republiken Kina i Manchuriet efter andra världskriget. Den hade en yta på 104 890 km² och Liaoyuan var dess huvudstad. Större delen av provinsen var slättland kring floden Liaohes mellersta lopp medan den nordvästra delen av Liaopeh uppfylles av berg.
1948 upplöstes Liaopeh av kommunisterna och delades upp mellan Inre Mongoliet och den nyetablerade provinsen Liaoxi. Även om provinsen inte längre existerar så markeras provinsen på officiella kartor publicerade i Republiken Kina på Taiwan. 